# آنتونی کریولو
آنتونی کریولو (انگلیسی: Anthony Crivello؛ زادهٔ ۲ اوت ۱۹۵۵) بازیگر، خوانندگی اهل ایالات متحده آمریکا است.
از فیلم‌ها یا برنامه‌های تلویزیونی که وی در آن نقش داشته‌است می‌توان به روز استقلال اشاره کرد.